# Mariann Horváth
Mariann Kőrösi, während ihrer sportlichen Karriere unter ihrem Geburtsnamen Mariann Horváth bekannt, (* 23. September 1968 in Budapest) ist eine ehemalige ungarische Degenfechterin.

## Erfolge
Mariann Horváth wurde 1991 in Budapest und 1992 in Havanna im Einzel Weltmeisterin. Gleichzeitig gewann sie, wie schon 1989 in Denver, auch mit der ungarischen Equipe den Weltmeistertitel und verteidigte diesen nochmals 1993 in Essen. 1990 in Lyon und 1994 in Athen gewann sie jeweils mit der Mannschaft die Silbermedaille. Bei Europameisterschaften sicherte sie sich 1991 in Wien jeweils im Einzel und mit der Mannschaft den Titel.